# Jorge Paulo Lemann

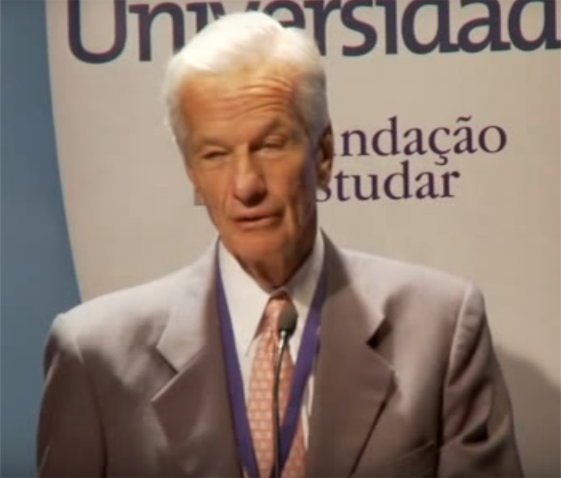
Jorge Paulo Lemann (2012)

Jorge Paulo Lemann (* 26. August 1939 in Rio de Janeiro; heimatberechtigt in Langnau im Emmental) ist ein brasilianisch-schweizerischer Investor und Bankier.

## Leben
Lemanns Eltern stammen aus der Schweiz, sein Vater Paul Lemann war Käsehändler in Langnau im Emmental, wanderte in den 1920er-Jahren nach Bahia aus, betätigte sich im Bankwesen und gelangte mit Kakao-Anbau zu Wohlstand. Jorge Paulo besuchte ab dem Kindergarten die American School of Rio de Janeiro.
Er wollte zunächst Profi-Tennisspieler werden. Fünfmal war er brasilianischer Meister und im Jahr 1963 Schweizer Meister. Er spielte in Wimbledon sowie beim Grand-Slam-Turnier von Roland Garros in Paris. Im Davis Cup bestritt er 1962 eine Partie für die Schweizer Davis-Cup-Mannschaft, bei der er den Südafrikanern Cliff Drysdale und Gordon Forbes unterlag. 1973 kam es zu einem weiteren Einsatz, diesmal aber für Brasilien. Gegen Argentinien blieb er erneut sieglos, diesmal gegen Guillermo Vilas und Julián Ganzábal. Lemann spielt noch im hohen Alter Tennis.
Lemann entschied sich jedoch zu einem Studium der Wirtschaftswissenschaften an der Harvard University, wo er 1961 einen entsprechenden Bachelor-Abschluss machte. Danach war er 1962 bis 1963 als Praktikant für die Schweizer Grossbank Credit Suisse in Genf tätig. Er ging 1963 nach Brasilien zurück arbeitete dort in den Folgejahren im Bankwesen, vor allem als Börsenhändler. 1971 gründete er mit drei weiteren Investoren die ehemalige Banco Garantia. Wegweisend war deren Übernahme der brasilianischen Brauerei Brahma für 60 Millionen US-Dollar 1989. Die Banco Garantia wurde 1998, nachdem sie durch die weltweiten Auswirkungen der Asienkrise auf die Finanzwirtschaft in wirtschaftliche Schwierigkeiten geraten war, an die Credit Suisse verkauft. Die Brauerei Brahma blieb jedoch im Besitz der ursprünglichen Investoren, angeführt von Lemann. Schon 1999 wurde der brasilianische Brauereikonkurrent Antarctica mit Brahma fusioniert und die gemeinsame Firma Ambev genannt. Diese Übernahme erfolgte zusammen mit weiteren Geschäftspartnern der GP Investimentos, welche die Kontrollmehrheit an AmBev besassen. 2004 fusionierte AmBev mit Interbrew aus Belgien zu Inbev. Später gelang 2008 die Übernahme des grössten US-Brauereiunternehmens Anheuser-Busch durch InBev, wodurch die AB Inbev entstand. Dabei wirkte Lemann als entscheidender Verhandlungspartner mit August Busch IV. Das Angebot von 52 Milliarden US-Dollar akzeptierten die Aktionäre von Anheuser-Busch. Lemann wurde grösster Einzelaktionär dieses neuen Brauerei-Weltkonzerns, wobei er selbst keinen Alkohol trinkt. Im Oktober 2016 übernahm AB Inbev den bisher zweitgrössten Bierkonzern der Welt, die britisch-südafrikanische SABMiller, und wurde dadurch zum klar grössten Bierbrauereikonzern der Welt. Durch diese Übernahme kam das globale Einkaufszentrum für Rohstoffe in Steinhausen ZG zum neu entstandenen Konzern. Inzwischen wurde die gemeinsame Anheuser-Busch InBev Procurement GmbH in Steinhausen gegründet. Lemann bleibt weiterhin der grösste Einzelaktionär dieses Konzerns.
2010 kaufte er gemeinsam mit seinen langjährigen brasilianischen Geschäftspartnern Marcel Herrmann Telles und Carlos Alberto Sicupira über ihr US-amerikanisches Investmentunternehmen 3G Capital die Kontrollmehrheit am US-amerikanischen Unternehmen Burger King. Im Juni 2013 erwarb er zusammen mit den Partnern von 3G Capital zu gleichen Teilen mit Berkshire Hathaway (Hauptaktionär Warren Buffett) das US-amerikanische Unternehmen H. J. Heinz Company für 28 Milliarden US-Dollar. In Zusammenhang mit der Übernahme gab es Verdacht auf Insider-Geschäfte. Dieselben Partner, 3G Capital und Berkshire Hathaway, kündigten im März 2015 die Fusion der bereits übernommenen H. J. Heinz Company mit der Kraft Foods Group an. Die neu formierte Firma heisst The Kraft Heinz Company. Zudem beteiligte sich Lemann 2013 mit einem Anteil von 20 % an einem Speiseeishersteller, welcher unter der Marke Diletto über 3000 Verkaufsstellen in Brasilien betreibt.
Lemann war zweimal verheiratet. Seine erste Frau, von der er sich 2002 scheiden ließ, war die 2005 verstorbene Psychoanalytikerin Maria de Santiago Dantas Quental. Seine zweite Frau ist die frühere Lehrerin Susanna Lemann. Er hat insgesamt 6 Kinder. Lemann wohnt nach einem brutalen Entführungsversuch seiner drei jüngsten Kinder im März 1999 mit seiner Familie in Rapperswil-Jona am Zürichsee, pendelt geschäftlich aber auch zwischen São Paulo und St. Louis.
Lemann hat die gemeinnützige Stiftung Fundação Lemann zur Förderung der öffentlichen Schulen in Brasilien gegründet.

## Vermögen
Jorge Paulo Lemann ist Multi-Milliardär und der reichste Brasilianer und Schweizer. Gemäss der Forbes-Liste 2016 beträgt sein Vermögen ca. 33 Milliarden US-Dollar. Damit belegt Jorge Paulo Lemann Platz 18 auf der Forbes-Liste der reichsten Menschen der Welt. Unter den 300 Reichsten der Schweiz belegte er 2018 den 3. Platz mit einem geschätzten Vermögen von 21 bis 22 Milliarden Schweizer Franken. Nach Bilanz-Unstimmigkeiten in Milliardenhöhe in einem seiner Unternehmungen, und schwacher Kursentwicklungen anderer Beteiligungen reduzierte sich sein Vermögen zum Jahr 2024 auf 16,4 Mrd. US-Dollar. Er belegte somit noch Rang 8 der reichsten Schweizer.